# 木卫五十五
木卫五十五是环绕木星运行的一颗卫星。它在2003年被由布雷特·J·格拉德曼領導的一個天文小組發現。

## 概述
S/2003 J 18的直徑約2公里，公轉軌道的平均半徑為19.813 Gm，公轉周期569.728日，軌道傾角147°，軌道離心率為0.1570。